# Володось, Аркадий Аркадьевич
Аркадий Аркадьевич Володо́сь (род. 24 февраля 1972, Ленинград) — российский пианист, живущий в Испании.

## Биография
Сын оперного певца (баритон) Аркадия Леонтьевича Володося. Родился в семье вокалистов и поначалу учился в Хоровом училище им. Глинки (игре на фортепиано учился у С. Г. Николаева). В 1991 г. окончил училище при Московской консерватории (класс фортепиано Г. Н. Егиазаровой), после чего уехал за рубеж. В 1991—1992 стажировался в Парижской консерватории у Жака Рувье и в 1993 в Мадридской Высшей школе музыки королевы Софии у Д. А. Башкирова.
С середины 1990-х гг. активно гастролирует по всем миру, в том числе (в 2005) в Москве. Выступал в Карнеги-холле (впервые в 1998) и неоднократно на Зальцбургском фестивале (впервые в 2009), BBC Proms (1997) и др. Записывался на лейблах Sony, Klassicsotaku, Phoenix Records, Deutsche Grammophon.

## Награды
В 2000 году был удостоен Премии Франко Аббьяти, в 2003 году — Премии Академии Киджи и немецкой премии ECHO-Klassik как лучший пианист года.

## Творчество
Критики единодушно оценивают игру Володося как исключительно виртуозную и техничную:

Его техника не производит ощущение феерического мастерства или блистательного трюка — куда больше она похожа на какую-то природную, естественную особенность его организма. Пассажи всех ранжиров он может сыграть едва ли не быстрее, чем это вообще можно сделать на рояле, причем внешне пианист даже не шелохнется, бровью не поведет, играя какое-нибудь головокружительное сочетание технологических сложностей.

В то же время эстетические достоинства пианизма Володося вызывают разноречивые оценки: так, критик Пётр Поспелов отмечает, что «трудно найти в игре Володося подспудный содержательный план, человеческое послание или духовную глубину».
Среди наиболее значительных записей Второй фортепианный концерт С. С. Прокофьева, Третий концерт С. В. Рахманинова и Первый концерт П. И. Чайковского. В последние годы активно пропагандирует музыку каталонского композитора Ф. Момпоу.